# OASIS (TUBEのアルバム)
『OASIS』（オアシス）は、2003年7月16日にSony Music Associated Recordsから発売されたTUBEの通算23作目のオリジナル・アルバム。

## 概要
アルバムのキャッチフレーズは「痛みにも似た夏。」
共同プロデューサーのKANONJIは長戸大幸の変名名義であり、長戸がTUBEのプロデュースを行うのは10年振りとなった。
ジャケットの撮影等はハワイ島のコナなどで撮影された。
TUBEのアルバムには毎年豪華な初回特典が付くが、本作には初回限定盤仕様がない。
ソニーはこの年からレーベルゲートCDを導入していたが、この時点ではまだシングルのみが対象だったため、本作は最初からCD-DA仕様で発売されている。
本作を携え恒例の野外ライブツアー「TUBE LIVE AROUND SPECIAL 2003　OASIS」が全国4か所で開催。
ライブの模様は2004年3月23日に発売された映像作品『春夏秋冬2003-04〜いつも恋には色がある〜』にて観賞可能。

## 収録曲
| 全作曲: 春畑道哉。 |                                   |           |            |                    |      |
| #                  | タイトル                          | 作詞      | 作曲・編曲 | 編曲               | 時間 |
| 1.                 | 「恋のMagma」                     | 前田亘輝  | 春畑道哉   | TUBE               | 4:18 |
| 2.                 | 「青いメロディー」                | 前田亘輝  | 春畑道哉   | 徳永暁人、TUBE     | 4:29 |
| 3.                 | 「Let's go to the sea 〜OASIS〜」 | 前田亘輝  | 春畑道哉   | 大島こうすけ、TUBE | 4:30 |
| 4.                 | 「太陽は知っている」              | 前田亘輝  | 春畑道哉   | 池田大介、TUBE     | 4:54 |
| 5.                 | 「Summer Breeze」                 | 前田亘輝  | 春畑道哉   | TUBE               | 4:33 |
| 6.                 | 「We are free」                   | 前田亘輝  | 春畑道哉   | TUBE               | 4:19 |
| 7.                 | 「夕焼けの前に」                  | 角野秀行  | 春畑道哉   | TUBE               | 4:32 |
| 8.                 | 「青空のピエロ」                  | 前田亘輝  | 春畑道哉   | TUBE               | 3:21 |
| 9.                 | 「Fujisawa Sunlight」             | 松本玲二  | 春畑道哉   | TUBE               | 4:37 |
| 10.                | 「誰のせいでもない」              | 前田亘輝  | 春畑道哉   | 佐藤晶、TUBE       | 4:49 |
| 11.                | 「愛の詩」                        | 前田亘輝  | 春畑道哉   | 池田大介、TUBE     | 5:45 |
| 合計時間:          | 合計時間:                         | 合計時間: | 合計時間:  | 50:07              |      |

## タイアップ
青いメロディー
- 39thシングル。フジテレビ系『めざましテレビ』テーマソング。

Let's go to the sea 〜OASIS〜
- 40thシングル。フジテレビ系『めざましテレビ』テーマソング。

Summer Breeze
- 40thシングル カップリング曲。ミスタードーナッツ「ピングーとホリディ&ナイスディ 家族で、おさきに夏気分」イメージソング

## ゲストミュージシャン
- 勝田一樹（DIMENSION） - サックス（#1,4,9,10）ホーンアレンジ（#9）
- 佐々木史郎 - トランペット（#1,9）
- 澤野博敬 - トランペット（#9）
- 佐久間勲 - トランペット（#1）
- 河合わかば - トロンボーン（#1）
- 野村裕幸 - トロンボーン（#9）
- 玉木正昭 - パーカッション（#1,3,4）
- 小野塚晃 - Pf（#11）
- Lime Ladies Orchestra - ストリングス（#11）
- 池田大介 - ストリングスアレンジ（#11）
- 宇徳敬子  - コーラス（#7）
- 高島信二  - コーラス（#1,2,3,4,5,6,7,9,11）

## クレジット
- TUBE & KANONJI - プロデューサー
- 高島信二 - プロダクション・マネジャー
- 菅原潤一 - エグゼクティブ・プロデューサー
- ZAIN PRODUCTS - エグゼクティブ・プロデューサー
- 北川直樹 - エグゼクティブ・プロデューサー